# Ptasia Kopa
Ptasia Kopa (niem. Vogelkippe, Vogelkoppe) – stromy szczyt o wysokości 590 m n.p.m. we Wzniesienia Ptasiej Kopy–Stróżka, zwany zwyczajowo Ptasią Górą, tworzący wraz z Lisim Kamieniem (613 m) i Czarnotą (526 m) dość wyrównany grzbiet, oddzielający Pogórze Wałbrzyskie od Kotliny Wałbrzyskiej.
Porośnięty jest lasami świerkowymi z domieszką drzew liściastych.
Zbudowana jest głównie ze zlepieńców i z szarogłazów kulmowych z wizenu. Na zboczach góry można natknąć się na ślady po wydobyciu rud ołowiu i srebra, które prowadzono w XIV–XV w.
Na stokach leżą eratyki będące śladem granicy zasięgu lodowca.

## Szlaki turystyczne
- – niebieski europejski długodystansowy szlak pieszy E3 relacji Szklarska Poręba – Pasterka[3]
- – czarny szlak: Wałbrzych Centrum – Wałbrzych Szczawienko[3]
- – czarna ścieżka spacerowa: Wałbrzych (przystanek autobusowy Armii Krajowej – Politechnika) – Wałbrzych (przystanek autobusowy 11 Listopada – Różana)[3]
- W pobliżu szczytu   – zielony szlak: Dom Wycieczkowy PTTK „Harcówka” – Ptasia Kopa[3]